# Karl Hermann Rumschöttel

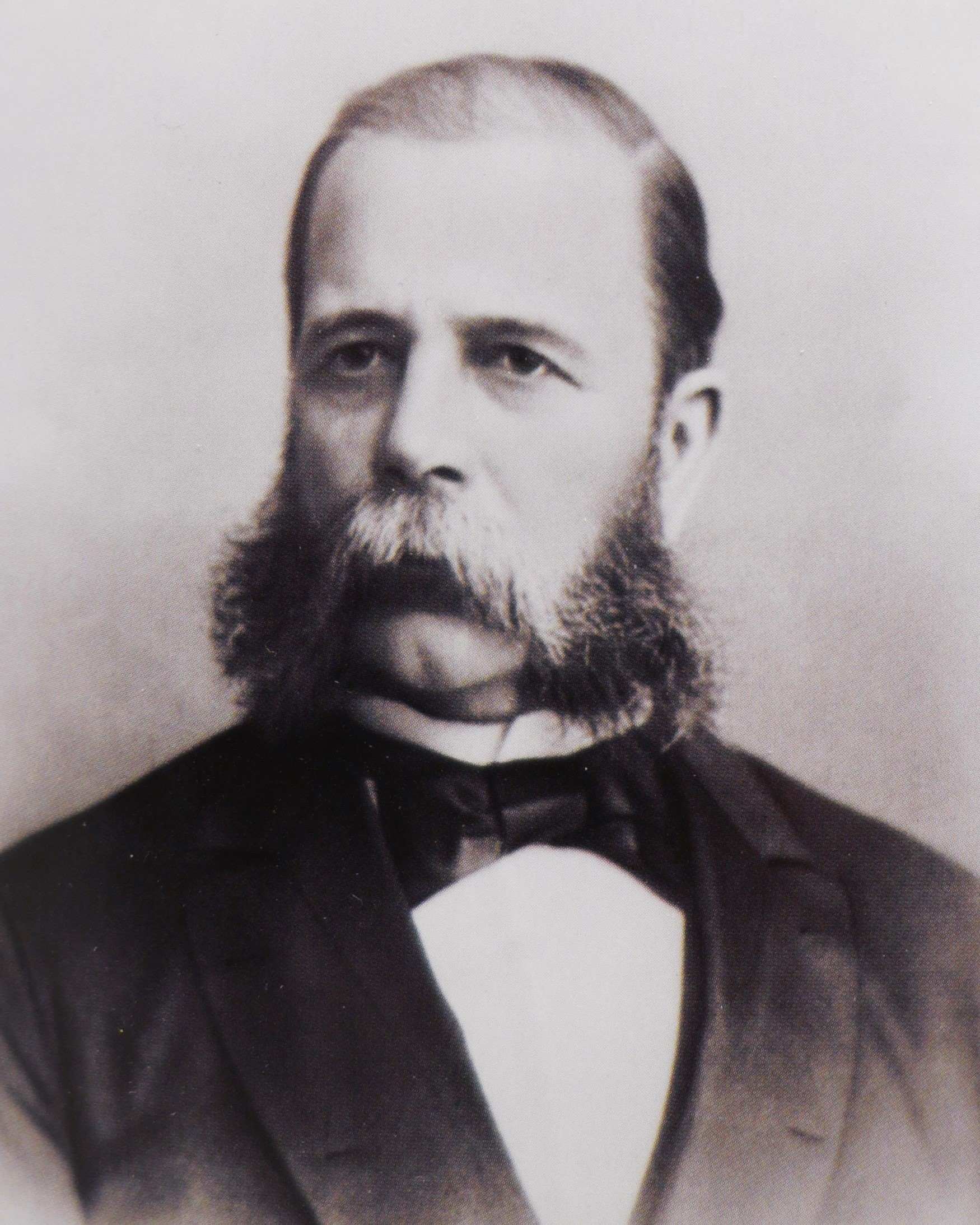
Karl Hermann Rumschöttel (1820–1885), Landrat von St. Wendel von 1856 bis 1885 (Bildarchiv der Kreissparkasse St. Wendel)

Karl (Carl) Hermann Rumschöttel (* 19. November 1820 in Trier; † 11. Juli 1885 in Wiesbaden) war ein deutscher Verwaltungsbeamter.

## Leben
Karl Hermann Rumschöttel wurde geboren als Sohn des Johann August Rumschöttel (1786–1845), Regierungsregistrator, Hofrat und später Direktor des Trierer Landarmenhauses, und der Henriette Erhardina Ernestina, geb. Diedrich (* 1791). Am Friedrich-Wilhelm-Gymnasium in Trier erlangte er 1838 das Abitur. Von 1838 bis 1842 studierte er Rechtswissenschaften an den Universitäten Berlin und Heidelberg. In Heidelberg wurde er Renonce des Corps Guestphalia Heidelberg, trat dann aber 1840 zum Zweck der Rekonstitution zum seit 1833 suspendierten Corps Saxo-Borussia Heidelberg über.
Nach Abschluss des Studiums wurde Rumschöttel 1842 Auskultator beim Landgericht Trier und 1844 Regierungsreferendar bei der Regierung in Trier. Nach dem Assessorexamen wurde er zum Landratsamt in Merzig überwiesen, wo er im Juni 1848 vertretungsweise die Geschäfte des Landrats übernahm. Im September 1848 wurde er zunächst kommissarisch und am 4. April 1853 – nachdem der St. Wendeler Kreisrat auf sein Nominationsrecht wie üblich verzichtet hatte – definitiv zum Landrat des Landkreises St. Wendel ernannt.
Als Deputierter dieses Kreises nahm Rumschöttel am 15. Mai 1865 an der Jubel-Huldigungsfeier der Vereinigung der Rheinlande mit der Krone Preußen in Aachen teil. Qua Amt leitete er als Direktor die St. Wendeler Lokalabteilung des Landwirthschaftlichen Vereins für Rheinpreußen zu Bonn.
In Rumschöttels Amtszeit als Landrat fallen die Gründung der Kreissparkasse St. Wendel (1859), bei der er eine führende Rolle einnahm, und die Einrichtung eines größeren Kreishauses. Sein nachhaltiges Engagement für die Erhaltung eines römerzeitlichen Kulturdenkmals, das ihm hoch anzurechnen sei, führte auch zur Bereitstellung von Geldmitteln aus dem Dispositionsfonds von Kaiser Wilhelm I.
Seine entschieden regierungskonforme Haltung im Kulturkampf, der im Landkreis St. Wendel mit dem Namborner Aufruhr von 1874 und den Marienerscheinungen in Marpingen von 1876/77 gewalttätige Auseinandersetzungen verursacht hat, brachten ihm in der neueren Forschung Beurteilungen wie Hard-Liner-Landrat ein.
Im Mai 1885, zwei Monate vor seinem Tod, legte Rumschöttel, der sicher nicht zu den liberaleren Vertretern seines Standes zählte, nach fast 37-jähriger Amtszeit das Amt aus Gesundheitsgründen nieder und zog nach Wiesbaden.
Rumschöttel war mit der Trierer Bankierstochter Elise (Elisa) geb. Gilquin verheiratet, die 1877 als Frau Landrath […] zu St. Wendel das königlich preußische Verdienstkreuz für Frauen und Jungfrauen erhielt. Der Landgerichtsrat und Bürgermeister von St. Johann (Saar) Karl Heinrich Rumschöttel war sein Bruder.

## Auszeichnungen
- 1865: Verleihung des Roten Adlerordens, IV. Klasse, aus Anlass der Feier zur 50-jährigen Vereinigung der Rheinlande mit Preußen.[14]
- 1874: Verleihung des Roten Adlerordens, III. Klasse mit der Schleife durch den Trierer Regierungspräsidenten Arthur von Wolff anlässlich des 50-jährigen Jubiläums der höheren Schule in St. Wendel.[15]
- 1874 Juni 2: Verleihung des Oldenburgischen Haus- und Verdienstordens des Herzogs Peter Friedrich Ludwig, Ritterkreuz I. Klasse.[16]
- 1884: Ernennung zum Geheimen Regierungsrat.[17]